# Perry River (Burnett River)
Der Perry River ist ein Fluss im Südosten des australischen Bundesstaates Queensland.

## Geographie

### Flusslauf
Der Fluss entspringt an den Nordhängen des Mount Prazier in der Mount Perry Forest Reserve, etwa 70 Kilometer südwestlich von Bundaberg. Von dort fließt er nach Ost-Nordost und mündet bei der Siedlung Morganville in den Burnett River.

### Nebenflüsse mit Mündungshöhen
Er hat folgende Nebenflüsse:
- Briggs Creek – 102 m
- Fig Tree Creek – 78 m
- Three Mile Creek – 65 m
- Eight Mile Creek – 47 m
- Chin Chin Creek – 34 m